# 舒展 (1906年)
舒展會督（英語：Rt. Rev. Christopher Birdwood Roussel Sargent，1906年6月4日—1943年8月8日），為英國教育家、神職人員，香港拔萃男書院第四任校長（1932年-1938年）。

## 簡歷
1906年6月4日，舒展生於英國。父德紀立（Rev. Douglas H. G. Sargent）為著名牧師，舅父湯姆遜男爵曾任英國空軍大臣。舒展中學畢業於倫敦聖保羅書院（St Paul's School），入讀剑桥大学圣凯瑟琳学院（St. Catherine's College, Cambridge University）物理系，後獲文學碩士學位。1928年，任桑赫斯特惠靈頓書院（Wellington College, Sandhurst）物理教師，晉升助理校長。
1932年7月，應香港教區杜培義會督（Bishop C. R. Duppuy）之邀，接任拔萃男書院校長。時拔萃男書院方從港島遷往九龍，因土地買賣問題陷入財政困境。舒展上任後，將九龍校址之東段售與嘉道理爵士（Sir E. Kadoorie）（即今日加多利山），以所得款項抵債，困厄始紓。
舒展於校內鼓勵體育運動，又負責音樂科，每週至香港電臺主持歌劇節目。1934年，受命為會吏（Deacon），由何明華會督按立於拔萃教堂。同年，拔萃於中學聯運會蟬聯錦標，又於香港大學入學試榮列第二。香港政府乃連續四年聘任舒展為教育部部員。1937年夏，蘆溝橋事變爆發。在舒展的支持下，拔萃學生成立「擦鞋團」，每週課餘至港九各校為國軍擦鞋募款。
1938年，受命為聖公會福建教區會督。同年11月23日，辭校長職。1943年，於福建染患時疫，8月8日去世，年僅37歲；英國《泰晤士報》有訃聞，稱譽甚佳。1949年，拔萃男書院成立舒展社（紅社），代號為Sa，以資銘念。